# Камни Хиросимы
«Камни Хиросимы» / «Не забудь той ночи» (яп. その夜は忘れない: соно ё ва васурэнай) — японский чёрно-белый фильм-драма режиссёра Кодзабуро Ёсимуры, вышедший на экраны в 1962 году.

## Сюжет
Действие фильма происходит в 1962 году.
Токийский журналист Кёсукэ Камия приезжает в Хиросиму с целью написать очерк об этом городе через семнадцать лет после взрыва атомной бомбы. Казалось бы ничто уже во вновь отстроенном городе не напоминает о трагедии минувшего.
Но вот на одной из улиц среди высоких новых домов — руины разрушенного взрывом здания. Они оставлены как памятник всем не дожившим до новых времён. На экспонаты в музее жертв атомного взрыва невозможно смотреть без содрогания, а в госпитале до сих пор немало больных лучевой болезнью.
Однако обо всём этом уже писали не раз, а Камие нужны для своего очерка новые факты. Но их нет. Правда, говорят, что у женщины, которая пережила атомную катастрофу, родился ребёнок с шестью пальцами на руке. Это уже нечто новое! Камия отправляется на поиски, но безуспешно: ребёнок умер, а к измученной страданиями матери журналиста даже не пустили.
Убедившись, что ничего сенсационного своим читателям он не может сообщить, Камия уже собрался уезжать из Хиросимы. Но в это время он знакомится с хозяйкой небольшого бара, считающейся одной из самых красивых женщин Хиросимы. Молодого журналиста поражает какая-то невысказанная печаль и боль во взгляде Акико (так зовут хозяйку бара), которая не исчезает даже тогда, когда она улыбается. Камия, да и никто из окружающих Акико не знали, что молодая женщина была во время взрыва атомной бомбы в Хиросиме, а теперь она неизлечимо больна и дни её сочтены.
Между Камией и Акико возникло большое чувство. Любовь Камии настолько сильна, что даже когда Акико открывает ему свою страшную тайну и он видит на её прекрасном теле рубцы и язвы, это лишь усиливает чувство. Камия предлагает молодой женщине стать его женой и уехать с ним в Токио. Она решается на это с тем условием, что Камия вскоре вернётся в Хиросиму за своей возлюбленной. И он вернулся. Но Акико уже умерла.

## В ролях
- Аяко Вакао — Акико Хаясима
- Тамия Дзиро — Кёсукэ Камия
- Кэйдзо Кавасаки — Горо Кикуда
- Кёко Энами — Ёсико
- Рэйко Суми — Тадзуко
- Нобуо Накамура — Танэда
- Тэцуо Хасэгава — Канэко

## Премьеры
- Япония — национальная премьера фильма состоялась 30 сентября 1962 года[2].
- СССР — с февраля 1965 года фильм демонстрировался в прокате СССР[3].

## Рецензии
С. Васильева для журнала «Искусство кино»:

Несмотря на мелодраматичность сюжетной линии, автору удалось рассказать о чувствах и переживаниях героев, не впадая в сентиментальность, скупо и сдержанно. Именно эта сдержанность рождает атмосферу удивительной чистоты силы чувства и героев картины и её авторов. Строгость пропорций, лаконизм, точность, выразительность кинометафор создают особый строй фильма: скромный, избегающий броских эффектов, как бы весь в себе. Это находится в прямой связи с основной мыслью фильма: большая, истинная боль не кричит о себе, не стремится выставить себя напоказ, она обычно глубоко скрыта и открывается только неравнодушным глазам и сердцам.

## Награды
Международный кинофестиваль в Сан-Себастьяне (1963)
- Премия OCIC Award.